# Brigitte Wohlfarth

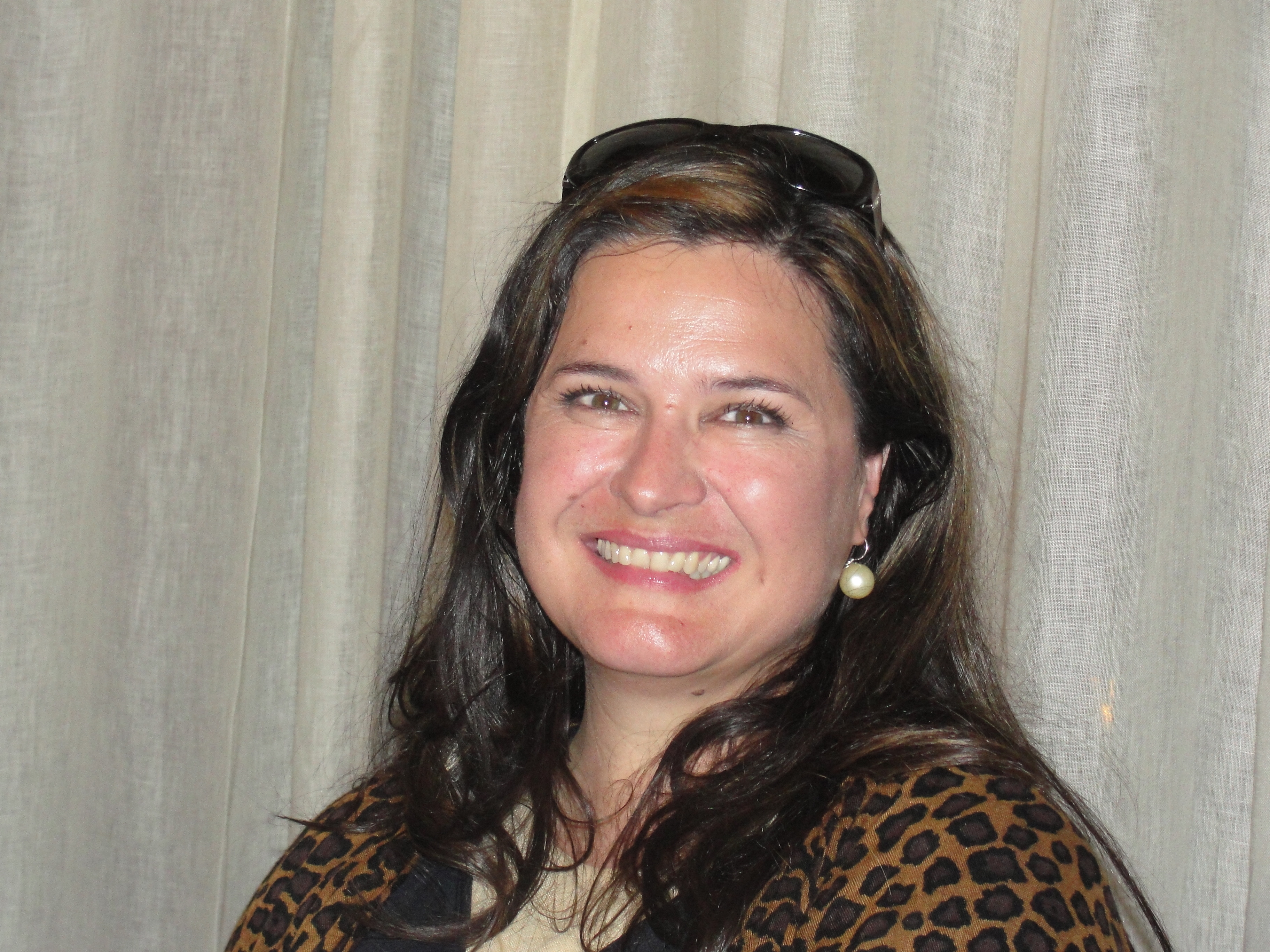
Brigitte Wohlfarth in Tiflis (2012)

Brigitte Wohlfarth (* um 1967 in Werbach) ist eine deutsche Lied-/Konzert- und Opernsängerin (Sopran).

## Leben
Sie war das jüngste von sechs Kindern. Schon sehr früh zeigte sich ihre Begabung für den Gesang. Dem Musiklehrer am Tauberbischofsheimer Matthias-Grünewald-Gymnasium fiel Brigitte Wohlfarths Talent im Chorensemble auf. Mit 13 Jahren sang sie ihre erste Opernpartie: die Gretel in Hänsel und Gretel von Engelbert Humperdinck. Parallel zum Schulbesuch erhielt die Gymnasiastin einen Studienplatz an der Würzburger Musikhochschule, wo sie mit 16 Jahren Bayerns jüngste Stipendiatin (des Richard-Wagner-Verbandes und der Leni-Geissler-Stiftung) war.
Nach dem Abitur 1986 am Matthias-Grünewald-Gymnasium studierte sie Musik und absolvierte mit 24 Jahren das Konzertexamen, vier Jahre später das Opernexamen. Sie trat beim Rheingaufestival, dem Mozartfestival in Würzburg oder den Bregenzer Festspielen auf. Tourneen führten die Sopranistin nach Mailand, Triest, Salzburg, Frankreich, Australien und Finnland.
Sie absolvierte einen Meisterkurs bei James King und begann 1993 mit der Mono-Oper Das Tagebuch der Anne Frank ihre Karriere als Opernsängerin in Nürnberg. Brigitte Wohlfarth hatte ein Engagement am Staatstheater Braunschweig unter der Operndirektorin Brigitte Fassbaender, wo sie ihr Debüt als Desdemona in Otello oder Der Mohr von Venedig von Gioacchino Rossini gab. Sie verabschiedete sich 1997 mit der Partie der Arabella aus der gleichnamigen Oper von Richard Strauss. Seit 1998 ist die Sopranistin als freischaffende Künstlerin tätig. Sie gastierte in Bologna, Udine, Palermo, Halle an der Saale, Lübeck, Würzburg, Trier, Chemnitz, Berlin, Frankfurt, München, Meiningen, Singapur (dort sang sie am 28./29. März 2002 zur Eröffnung der News Esplanada Hall), Tiflis und bei den Opernfestspielen in Heidenheim an der Brenz. Zu ihren Partien gehören Aida (Aida), Leonora (Der Troubadour), Leonore (Fidelio), Arabella (Arabella), Isolde (Tristan und Isolde), Agathe (Der Freischütz) und Elisabeth (Tannhäuser).
Sie gibt regelmäßig Liederabende. Zu ihrem Repertoire gehören Werke von Ludwig van Beethoven, Robert Schumann, Franz Schubert, Richard Strauss, Benjamin Britten, Joseph Haydn, Anton Bruckner, Paul Hindemith etc.
Die Künstlerin lebt in der Nähe von Würzburg war von 2010 bis 2015 Professorin für Gesang an der Hochschule der Künste Bern. Zum Herbstsemester 2015 folgte sie dem Ruf an die Hochschule für Musik und Theater „Felix Mendelssohn Bartholdy“ Leipzig. Seit 2017 ist Brigitte Wohlfahrt zudem akkreditierte Professorin an der Kalaidos University of Switzerland.

## Diskografie
- Symphony no. 9
- Faust
- Die Vögel